# Sun Yat-sen Memorial Hall
Il Sun Yat-sen Memorial Hall (in cinese: 國立 國父 紀念館; in pinyin: Guólì Guófù Jìniàn Guǎn, letteralmente: "Edificio alla memoria del 'Padre della Nazione'") si trova nel distretto di Xinyi di Taipei, a Taiwan. È un monumento dedicato al Padre della Nazione della Repubblica di Cina, il dottor Sun Yat-sen, e fu completato nel 1972. L'area totale dell'edificio copre 29.464 metri quadri in uno spazio aperto di 115.000 metri quadri. Al suo interno racchiude alcune testimonianze della vita di Sun e della rivoluzione da lui guidata; è anche un centro sociale, educativo e culturale polivalente aperto al pubblico.